# Dendrobium quinquecallosum
Dendrobium quinquecallosum är en orkidéart som beskrevs av Johannes Jacobus Smith. Dendrobium quinquecallosum ingår i släktet Dendrobium, och familjen orkidéer. Inga underarter finns listade i Catalogue of Life.